# Wilhelm Schluchtmann
Wilhelm Schluchtmann (* 20. September 1877 in Alstaden; † 2. November 1930 in Bad Homburg vor der Höhe) war ein deutscher Politiker (SPD).

## Leben
Schluchtmann wurde als Sohn eines Maschinenwärters geboren. Nach dem Besuch der Volksschule arbeitete er von 1891 bis 1905 als Bergarbeiter im Ruhrgebiet. Er trat um die Jahrhundertwende in die SPD ein und war Vorstandsmitglied des Bergarbeiterverbandes und des Konsumvereins in Meiderich, wo er sich von 1905 bis 1907 als Kleinhändler betätigte. Von September 1907 bis November 1920 arbeitete er als Parteisekretär für den SPD-Bezirk Niederrhein (Duisburg-Wesel) mit Sitz in Duisburg. Seine dortige Tätigkeit wurde von 1914 bis 1916 durch die Teilnahme am Ersten Weltkrieg unterbrochen. In den letzten beiden Kriegsjahren wirkte er zudem als Redakteur für die Niederrheinische Volksstimme in Duisburg.
Einen Monat nach der Novemberrevolution wurde Schluchtmann als Delegierter zum Ersten Rätekongress nach Berlin entsandt. 1919 war er Reichskommissar im Stab des 7. Armeekorps und von Februar 1920 bis März 1924 fungierte er nebenamtlich als Referent für Gewerkschaftsfragen im preußischen Staatskommissariat für öffentliche Ordnung. Vom 27. Dezember 1920 bis zu seinem Tode war er Landrat des Landkreises Dinslaken, bis April 1921 übte er das Amt zunächst kommissarisch aus. Während der Ruhrbesetzung wurde er von Mai bis Dezember 1923 als Geisel belgischer Truppen im Gefängnis Anrath inhaftiert.
Schluchtmann war von 1919 bis 1921 Mitglied der Verfassunggebenden Preußischen Landesversammlung. Im Februar 1921 wurde er als Abgeordneter in den Preußischen Landtag gewählt, dem er bis zu seinem Tode angehörte. Im Parlament vertrat er den Wahlkreis 23 (Düsseldorf-West).